# Bianor murphyi
Bianor murphyi är en spindelart som beskrevs av Dmitri Viktorovich Logunov 2000 [200. Bianor murphyi ingår i släktet Bianor och familjen hoppspindlar. Inga underarter finns listade.